# Панин, Иван Васильевич
Иван Васильевич Панин, сын Василия Никитича Панина, отец графов Никиты и Петра Ивановичей, родился в 1673 году; в 1686 году был стольником царицы Прасковьи Фёдоровны, а в 1694 году пожалован в государевы стольники. В 1700—1703 годах — «в начальных людях», в чине капитана, отпущен к Москве после Ругодевской службы; в 1712 году, уже будучи полковником, получил в числе прочих приказание поселиться на острове Котлине. До 1714 года служил комендантом в городе Пернове, где командовал полком, а затем был назначен в полевую армию к князю Репнину. С 13 ноября 1716 года Панин управлял «комиссарскими делами» в Ростоке; в 1718 году мы видим его служащим по комиссариатскому же ведомству в Данциге. В 1720 году, 9-го апреля, Панин назначен старшим обер-штер-кригс-комиссаром при кавалерии в Украинском корпусе; 6-го апреля 1722 года определён с оставлением в звании обер-штер-кригс-комиссара управляющим Военным Главным комиссариатом и заведующим в Низовом корпусе раздачей жалованья и аммуниции. 1 января 1726 года получил чин генерал-майора, оставаясь в прежней должности до 1734 года. В это же время Панин упоминается в числе сенаторов. 8-го февраля 1734 года он был произведён в генерал-поручики и уволен от службы с награждением половиной села Пустотина в Ряжском уезде (до того у него было только 400 душ). Наконец, 22 сентября 1735 года Панин был назначен к постоянному присутствованию в Московской Конторе Сената. Панин пользовался расположением Петра Великого, участвовал во многих сражениях и умер 11 мая 1736 года от множества полученных им ран. Был женат на Аграфене Васильевне Еверлаковой, племяннице князя А. Д. Меншикова.